# Fürstenberg (Basse-Saxe)
Pour les articles homonymes, voir Fürstenberg.
Fürstenberg est une commune allemande de l'arrondissement de Holzminden, Land de Basse-Saxe.

## Géographie
Fürstenberg se situe sur le fleuve Weser, à l'ouest de la montagne du Solling.
| Höxter     | Boffzen     | Holzminden |
| Höxter     | Fürstenberg | Holzminden |
| Beverungen | Lauenförde  | Derental   |

## Histoire
Fürstenberg porte le nom en 1350 de Vorstenberch, en 1369-1370 Vorstenberg, en 1399 Forstinberg, en 1410 Furstenberge, en 1446 Forstenbergk et en 1495 Fcrstenberg. Il est la combinaison de "berg", "montagne", et soit de "Fürst", "prince", soit de "First", "pignon, bord supérieur".[réf. nécessaire]
En 1747, le duc Charles Ier de Brunswick-Wolfenbüttel fonde dans le château (qui est construit vers 1600) la manufacture de porcelaine qui conduit probablement à la création de la route entre Brunswick et Holzminden.[réf. nécessaire]
Johannes Zeschinger, un bon ouvrier de la faïencerie de Höchst où il travaille entre 1748 et 1753, rejoint la manufacture de Fürstenberg en 1753. ; 
Au centre du village se trouve la Hussmannplatz avec la statue d'un cheval en bronze du sculpteur Albert Hinrich Hussmann. Il fut amené durant le blocus de Berlin, il dut alors être coupé en deux entre le corps et les jambes.[réf. nécessaire]
Pendant la Guerre froide, un dépôt de carburant et de munitions est établi entre Fürstenberg et Boffzen pour l'armée belge. Il est retiré en 1994.[réf. nécessaire]

## Personnalités liées à la commune
- Johann Georg von Langen (1699-1776), gestionnaire forestier.
- Ernst Hampe (1795-1880), apothicaire et botaniste.
- Arthur Ulrichs (1838-1927), forestier et historien local.